# Понте Кастело (Мачерата)
Понте Кастело (итал. Ponte Castello) насеље је у Италији у округу Мачерата, региону Марке.
Према процени из 2011. у насељу је живело 47 становника. Насеље се налази на надморској висини од 463 м.